# Dorset Police

Area di responsabilità sulla mappa della Dorset Police

La Dorset Police (Polizia del Dorset) è la forza di polizia territoriale inglese responsabile della contea del Dorset, nel sud-ovest dell'Inghilterra, che comprende l'area in gran parte rurale coperta dal Dorset Council e la conurbazione urbana di Bournemouth, Christchurch e Poole.
La Dorset Police copre una popolazione di oltre 700.000 abitanti, che aumenta notevolmente durante la stagione turistica. A partire da settembre 2019, la forza è la quattordicesima più piccola delle 48 forze di polizia britanniche in termini di numero di ufficiali e la ventesima forza di polizia territoriale più piccola in termini di area geografica.

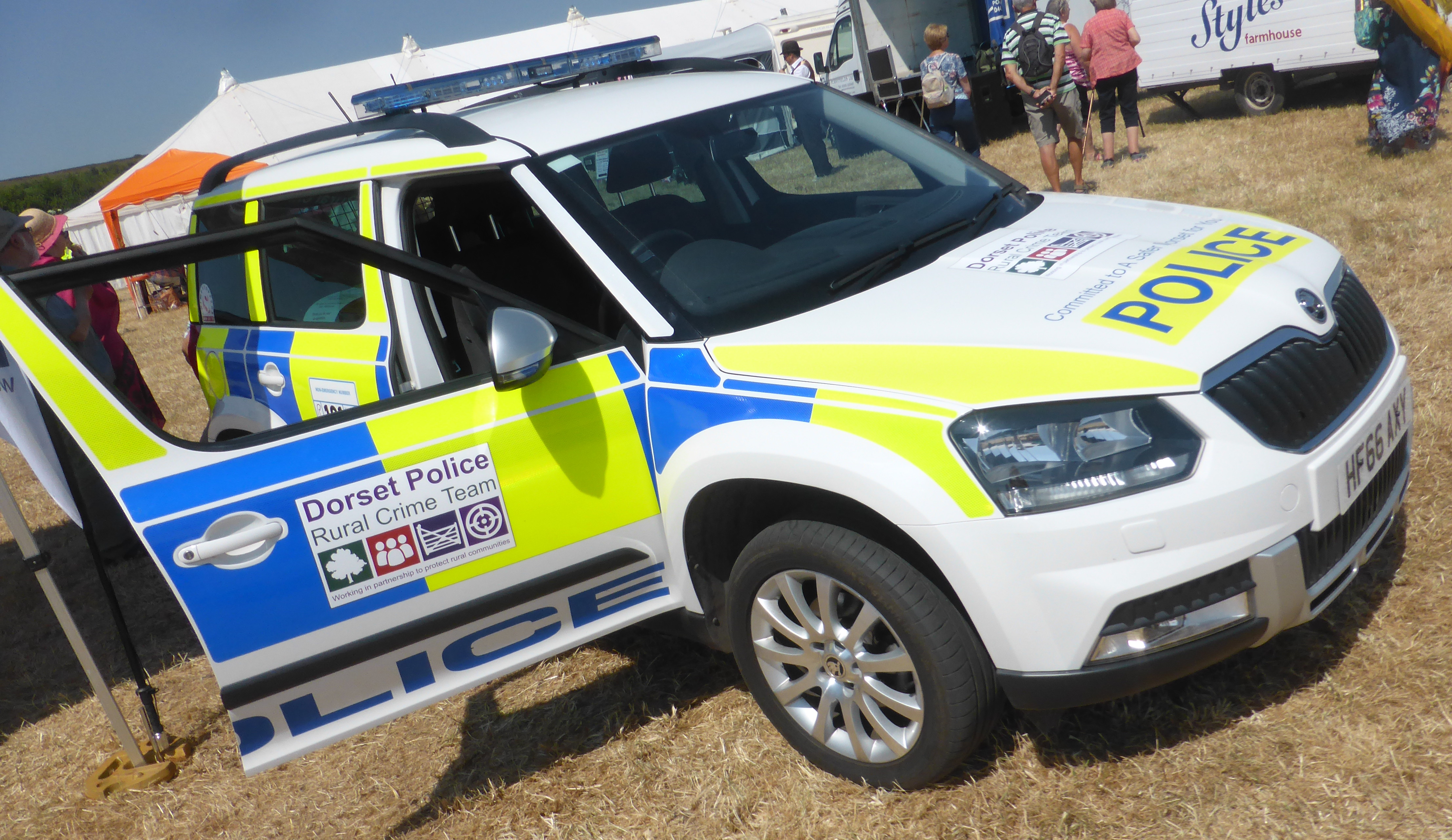
Škoda Yeti del Rural Crime Team
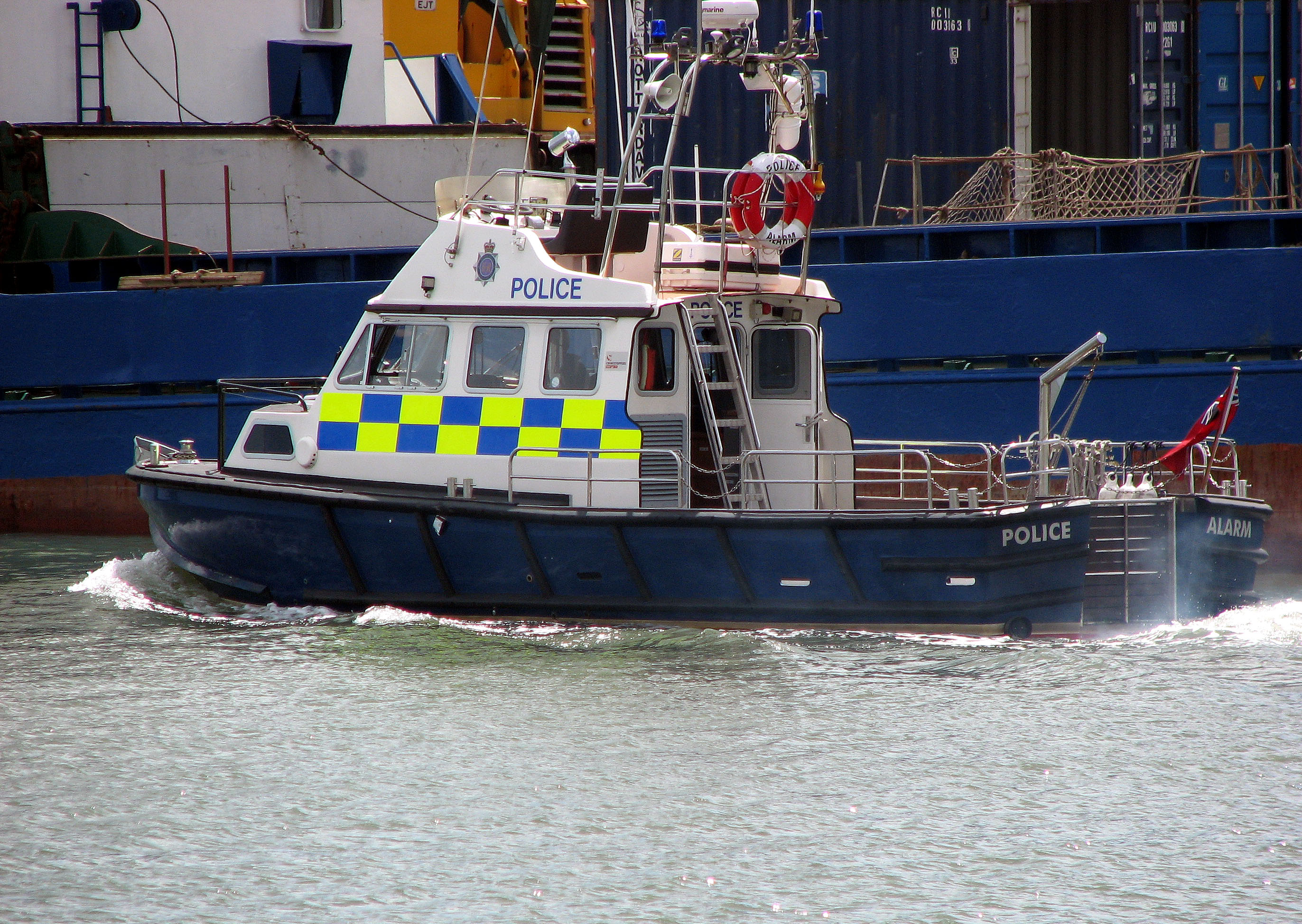
Barca della polizia nel porto di Poole, Dorset
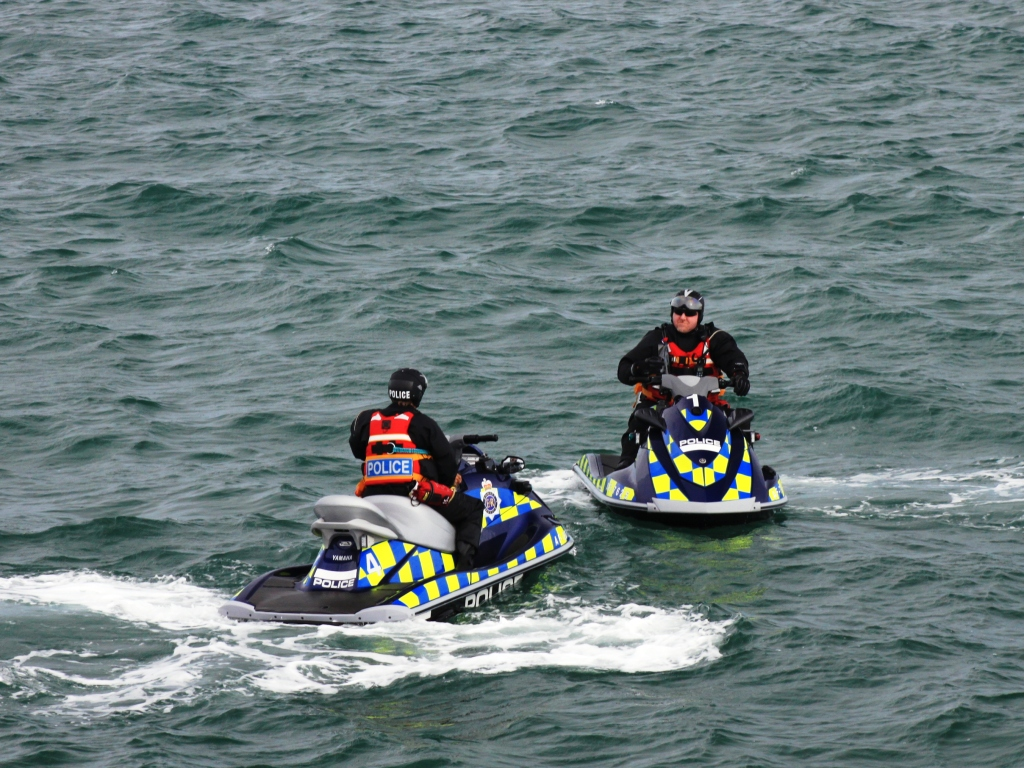
Agenti della Dorset Police su moto d'acqua

## Storia
La Dorset County Constabulary è stata costituita nel 1855. Nel 1965, la Dorset County Constabulary aveva uno stabilimento di 544 e una forza effettiva di 466.
Il 1º ottobre 1967 si è fusa con la Bournemouth Borough Police per formare la Dorset and Bournemouth Constabulary. Il 1º aprile 1974 questa forza ha rilevato alcune aree (principalmente Christchurch e il suo entroterra) dall'Hampshire Constabulary e ha acquisito il nome attuale.

## Agenzia precedenti
- Dorset County Constabulary
- Bournemouth Borough Police
- Dorset and Bournemouth Constabulary

## Capi della polizia
- ?? – 1962 : Ronald Berry Greenwood
- 1962–1980 : Arthur Hambleton
- 1995–1998 : D.W. Aldous
- Jane Stichbury
- 2005–2012 : Martin Baker
- 2013–2018 : Debbie Simpson
- 2018 – in carica: James Vaughan